# Cornufer malukuna
Espèce
Synonymes
- Discodeles malukuna Brown & Webster, 1969

Statut de conservation UICN

 DD  : Données insuffisantes
Cornufer malukuna est une espèce d'amphibiens de la famille des Ceratobatrachidae.

## Répartition
Cette espèce est endémique de Guadalcanal aux Salomon.

## Publication originale
- Brown & Webster, 1969 : A new frog of the genus Discodeles (Ranidae) from Guadalcanal Island. Breviora, no 338, p. 1-9 (texte intégral).